# Eridolius basalis
Eridolius basalis là một loài tò vò trong họ Ichneumonidae.